# Ерёхново
Ерёхново — деревня в Псковском районе Псковской области. Входит в состав Серёдкинской волости. 
Расположена в 35 километрах к северу от Пскова и в 12 км к северо-западу от деревни Верхолино.
Численность населения деревни по состоянию на 2000 год составляла 21 житель.
До 1 января 2010 года деревня входила в состав ныне упразднённой Верхолинской волости.
Название - от древнерусского имени Ерехно - особой формы имен Ерофей и Ера (ера - ерник, плут, бездельник). Имена с формантом -хно- употреблялись в XII-XVII веках.

## Топографические карты
- Лист карты O-35-XVII Новоселье. Масштаб: 1 : 200 000. Издание 1980 г.